# Kvartetten Synkopen

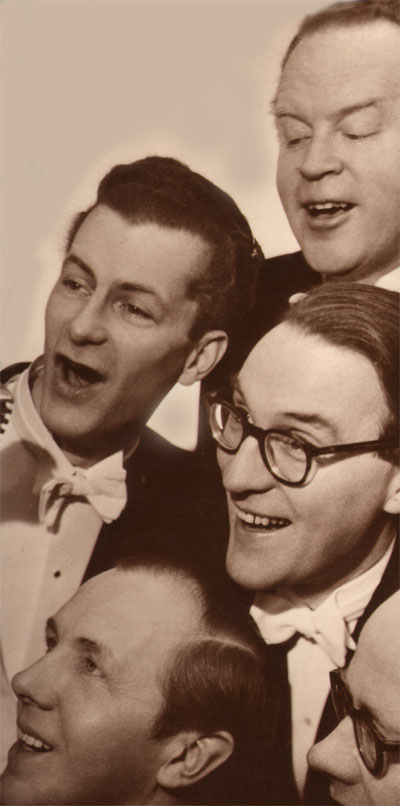
Kvartetten Synkopen omkring år 1950.

Kvartetten Synkopen var en svensk manskvartett verksam 1932–1964.

## Historik
Kvartetten Synkopen bildades 1932 av sångare i kören på Oscarsteatern. Ursprungligen bestod gruppen av Leo Lando (förstatenor), Harry Sylvner (andratenor), Sigvard Wallbeck-Hallgren (förstabas) och Harry Rydberg (andrabas), samt som pianist Gösta Wallenius. Andra som senare har medverkat kortare eller längre perioder i kvartetten har varit bland andra Alf Alfer, Sven Erik Vikström, Kåge Jehrlander, Arne Andersson, Anders Hansson, Einar Sölling, Hans Wihlborg och Olle Björling, och som pianister Stig Rybrant, Willard Ringstrand och Hans-Åke Gäfvert. Gruppen existerade fram till 1964 och spelade in närmare 100 skivsidor. Deras paradnummer var "Kafferepet", som spelades in först 1948. De fick ibland agera bakgrundskör åt andra kända artister, såsom Folke Andersson och Rosita Serrano.

## Diskografi (urval)
- Bohus bataljon – trio
- Det var en blick – Arne Hülphers orkester
- Farfar dansar swing – Sigurd Ågrens orkester
- Gamle Svarten – Arne Hülphers Fenixorkester
- Gårdstango – Kvartetten Synkopen
- Lilla dumbom (Kleines Dummchen) – Mari Ade, Hans Åke Gäfverts orkester
- Ring du klocka – Stig Holms kvintett
- Stadens löjtnant – Kvartetten Synkopen
- Visan om Mathilda Alderin – Kvartetten Synkopen
- Äktenskapsannonsen – Kvartetten Synkopen
- Kafferepet – Kvartetten Synkopen

## Filmografi
- 1948 – Loffe som miljonär
- 1950 – Gubben Noak